# Tomáš Rosický
Tomáš Rosický (født 4. oktober 1980 i Prag, Tjekkoslovakiet) er en tjekkisk tidligere fodboldspiller, der spillede som midtbanespiller. Han spillede for Sparta Prag, Borussia Dortmund og Arsenal, og spillede desuden en årrække for Tjekkiets landshold. 

## Klubkarriere

### Sparta Prag
Rosický startede sin seniorkarriere i 1998 i Sparta Prag i sit hjemland, hvor han også havde spillet stort set hele sin ungdomskarriere. Han spillede for klubben i fire sæsoner og var med til at vinde tre tjekkiske mesterskaber. I 2001 blev det offentliggjort at han var blevet solgt til Borussia Dortmund i Bundesligaen i Tyskland.

### Borussia Dortmund
Rosický tilbragte de følgende seks sæsoner i Dortmund-klubben, og hans præstationer for holdet var med til at skabe ham et ry som en af Europas førende kantspillere. I Rosickýs første sæson i klubben vandt holdet Bundesligaen, og hurtigt var der bud efter tjekken fra andre europæiske topklubber. I sommeren 2006, efter at have optrådt 149 gange for Dortmund og scoret 20 mål, blev det offentliggjort at Arsenal F.C. havde sikret sig en kontrakt med Rosický.

### Arsenal F.C.
Rosický blev tildelt rygnummer 7 i Arsenal, og debuterede for London-klubben den 8. august 2006 i en Champions League-kvalifikationskamp mod kroatiske Dinamo Zagreb. Den 13. september samme år scorede han sit første mål for klubben, mod Hamburger SV.
Rosický var en fast del af Arsenals trup i sin første tid i klubben, men den 26. januar 2008 blev han skadet i en FA Cup-kamp mod Newcastle, en skade der (pr. februar 2009) har holdt ham ude af holdet i mere end et år.

## Landshold
Rosický var i mange år en fast del af Tjekkiets landshold, som han debuterede for i en alder af 19 år i en kamp mod Irland. Han repræsenterede sit land til både EM i 2000 i Belgien og Holland, EM i 2004 i Portugal, samt VM i 2006 i Tyskland. Han måtte på grund af skade melde afbud til EM i 2008.
Rosický nåede at spille 105 landskampe og score 23 mål.

## Titler
Gambrinus Liga
- 1999, 2000 og 2001 med Sparta Prag

Bundesligaen
- 2002 med Borussia Dortmund

FA Cup
- 2014 med Arsenal